# Tinja-Riikka Korpela
Tinja Riikka Korpela (Oulu, Finlandia; 5 de mayo de 1986) es una futbolista finlandesa. Juega como guardameta en el AS Roma de la Serie A de Italia. Es internacional con la selección de Finlandia.

## Estadísticas

### Clubes
| Club              | País       | Año         |
| ----------------- | ---------- | ----------- |
| Honka Naiset      | Finlandia  | 2006 - 2009 |
| Kolbotn           | Noruega    | 2010 - 2011 |
| LSK Kvinner FK    | Noruega    | 2012 - 2013 |
| Tyresö FF         | Suecia     | 2013 - 2014 |
| Bayern Múnich     | Alemania   | 2014 - 2017 |
| Vålerenga         | Noruega    | 2018 - 2019 |
| Everton           | Inglaterra | 2019 - 2021 |
| Tottenham Hotspur | Inglaterra | 2021 - 2023 |
| AS Roma           | Italia     | 2023 - 2024 |

## Palmarés

### Títulos nacionales
| Título              | Club           | País      | Año     |
| ------------------- | -------------- | --------- | ------- |
| Kansallinen Liiga   | Honka Naiset   | Finlandia | 2006    |
| Kansallinen Liiga   | Honka Naiset   | Finlandia | 2007    |
| Kansallinen Liiga   | Honka Naiset   | Finlandia | 2008    |
| Toppserien          | LSK Kvinner FK | Noruega   | 2012    |
| Bundesliga Femenina | Bayern Múnich  | Alemania  | 2014-15 |
| Bundesliga Femenina | Bayern Múnich  | Alemania  | 2015-16 |